# سارة جاد الله
ساره جاد الله هي أول سودانية تشترك في سباق كابري الدولي لسباحة المسافات الطويلة بإيطاليا، وأول سودانية تتحدي بحر المانش وتقطعه سباحة من بريطانية إلى فرنسا.

## الميلاد والنشأة
سارة جاد الله جبارة الفكي إبراهيم من مواليد حلة حمد بالخرطوم بحري في العام 1956م.

## المراحل الدراسية
درست المرحلة الأولية بمدرسة حلة حمد للبنات ثم الأميرية المتوسطة للبنات ببحري وتلقت دراستها الثانوية بمدرسة أبوبكر سرور للبنات بأم درمان وبمدرسة شندي الثانوية للبنات والتحقت بكلية الفنون الجميلة ولم تكمل دراستها به فقد تحولت لدراسة السينما بالمعهد العالي التابع لأكاديمية الفنون في القاهرة إذ تخرجت من قسم الرسوم المتحركة في العام 1984م وهي ثاني امرأة سودانية تدرس السينما وتعمل بها. انضمت سارة جاد الله لنادي الكوكب ببحري لممارسة نشاطها وزاملت خلال تلك الفترة السباحون هشام رضا وسمير عبد الكريم وكانت تشارك حئنذ في بطولات الجمهورية للمسافات القصيرة وفي العام 1968م قامت بتمثيل السودان في فريق الناشئين تحت 16 سنة بمدينة بنيروبي وأحرزت المركز الثالث وشارك معها السباحات آمال الشريف ومها منديل ونوال أحمد المصطفى في أول مشاركة خارجية لها.

## حياتها
تدربت سارة جاد الله على أيدي المدربين بيومي محمد سالم وهو من أبناء حي الدناقلة جنوب ومحمد علي الشيخ الشهير بـ (كرور) الذي ساعدها كثيرا وطور من مهاراتها وكانت تتدرب في نهر النيل وفي حوض دار الثقافة الذي كان موقعه جوار القصر الجمهوري وهو غير موجود حاليا وزاملت خلال تلك الفترة السباحات منى زكي الحاج ودينا ميرغني وعندما صار عمرها ستة سنوات أصبحت تجيد السباحة ببراعة وشاركت في عدد من المهرجانات في المسافات القصيرة وكان لوالدها القدح المعلي فيما وصلت إليه في مسيرتها الرياضية من خلال إشرافه ومتابعته اللصيقة لها في التمارين والسباقات التي شاركت فيها.

## مشاركاتها الداخلية

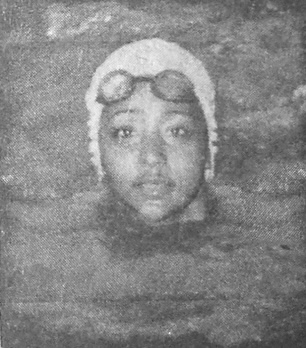

في العام 1972م انضمت سارة جاد الله لفريق السباحة بنادي الهلال العاصمي وبدأت تشارك في سباق المنافسات الطويلة حيث شاركت في العديد من تلك السباقات نذكر منها على سبيل المثال لا الحصر:
- سباق جبل أولياء (50 كيلو) وهو أشهر السباقات التي شاركت فيها سارة جاد الله وكان سباقا طويلا من جبل أولياء حتى مبنى التلفزيون بامدرمان وأحرزت المركز الثالث بعد كيجاب وسليم فضل.
- سباق الحديبية عطبرة (30 كيلو) وأحرزت المركز الرابع بعد ممدوح مصطفى وماجد طلعت فريد وعلي عتباني وفي ذلك السباق تفوقت على كيجاب والذي أتى بعدها وقال حينها تصريحه الشهير للصحافة بان سارة سبقته لأنه عضاه كلب.
- سباق مدني أم سنط (30) كيلو أحرزت المركز الثاني بعد كيجاب والذي تفوق عليها في آخر دقيقة بعد أن كانت تسبقه وكتبت في اليوم التالي للسباق جريدة الأيام في صفحتها الرياضية (كادت سارة أن تبتلع كيجاب).
- سباق ودنميري بدنقلا (30 كيلو) بمناسبة أعياد الاستقلال وأحرزت المركز الثاني بعد كيجاب، وكان يتم نزول السباحين والسباحات في وقت واحد (الرجال والنساء) وحسب القانون تحسب الجائزة للفائز الأول والثاني والثالث بغض النظر عن انه سباح أو سباحة ويومها جاء كيجاب في المركز الأول وبعده مباشر سارة فقام الرئيس الاسبق جعفر محمد نميري بإعطانها (كاسين دفعة واحدة) كاس لفوزها بالمركز الثاني وكاس آخر لحصولها على المركز الأول بالنسبة للبنات وكان كاس ضد القانون بقرار رئاسي.
برزت سارة جاد الله في أصعب أنواع السباحة (الدولفين) والذي يحتاج إلى مرونة وقوة جسدية عالية وتفوقت فيه وحققت فيه أرقام قياسية ومن الأرقام القياسية المسجلة باسمها : 50 مترا فراشة ,100 متر حرة , 100 متر ظهر , 200 متر ظهر.

## المشاركة خارجياً
خارجياً مثلت سارة السودان في مسابقات مختلفة في كينيا وإنجلترا والصين التي أحرزت فيها ميدالية ذهبية. إلا أنها تعتبر سباق «كابري نابولي» في إيطاليا أهم مشاركاتها الخارجية على الإطلاق.
في العام 1975م مثّلت السودان في سباق بكين وأحرزت الميدالية الذهبية في سباق التتابع للمسافات القصيرة وشارك معها في ذلك السباق آمال الشريف ومها منديل ونوال أحمد المصطفى.
في العام 1975م أيضا شاركت في سباق كابري نابلي في ايطاليا (35 كيلو) وأحرزت المركز الثاني على مستوى العالم للهواة.
لدورها الرائد في مجال السباحة السودانية قامت اللجنة الأولمبية العالمية في العام 2008م بإعطائها شهادة تقديرية تحت مسمى (نساء رائدات) وفاء وعرفانا بما قدمته من عطاء.

## توثيق تاريخ السودان

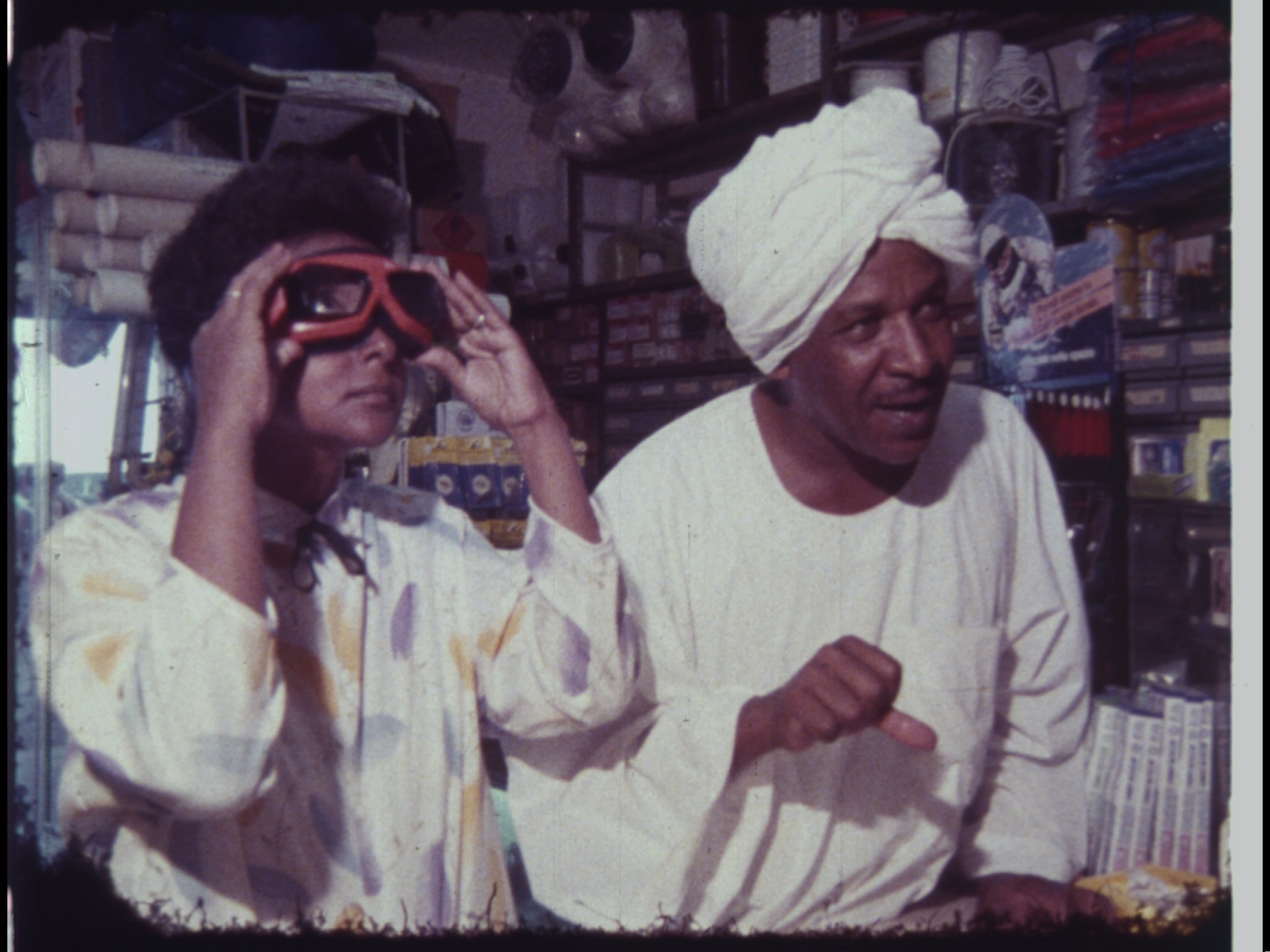

وأنجزت جبارة العديد من الأفلام الوثائقية والأشرطة القصيرة حول وضع المرأة في السودان والعادات المجتمعية الضارة التي تمارس ضدها، حيث تقول «هنالك العديد من العادات التي لا تزال تمارس على المرأة في مختلف المناطق السودانية، فلا تنصفها كامرأة أولا، ولا كفرد يمكنه المساهمة في بناء بلده ثانيا، كختان الإناث الذي يعود للحضارة الفرعونية، والذي خصصت له ثماني أفلام، كانت وسيلة لتوعية السودانيين خاصة الذين يعيشون في المناطق النائية حول مخاطرها».
وتسهم سارة جاد الله جبارة بقسط كبير كذلك في توثيق تاريخ السودان سينمائيا، حيث قامت بإنجاز عدة أفلام عن مدن سودانية من زاوية أخرى كذاك الذي خصصته للعاصمة الخرطوم الحديثة في مقاربة للفيلم السوداني الذي تناول نفس المدينة عام 1974.